# 6460 Бассано
6460 Бассано (6460 Bassano) — астероїд головного поясу, відкритий 26 жовтня 1992 року.
Тіссеранів параметр щодо Юпітера — 3,612.